# Meänmaan-Tinkerit

Meänmaaflaggan, Meänmaan flaku

Meänmaa är en gränsöverskridande förening som verkar för enande av och identitestsskapande i Tornedalen. Föreningen bildades 2007 av författaren Bengt Pohjanen och Herbert Wirlöf. Föreningen bytte 2008 namn till Meänmaa, under vilket den också från början varit registrerad som.
Meänmaa ligger bakom lanseringen av begreppet Meänmaa (Vårt land), som omfattar fem finländska och fem svenska kommuner på ömse sidor om Torne älv och Muonioälven – där gränsen emellan Sverige och Finland går. Begreppet Meänmaa togs i bruk i början av 1990-talet av Bengt Pohjanen. Tillsammans med fotografen Jaakko Heikkilä från Kukkola utgav han en bok med det namnet.
Föreningen utgår från det moderna mångkulturella samhället, som inte bärs upp av den gamla nationstanken på ett språk, en kultur och ett folk.  
Meänmaan-Tinkerit verkar för att stärka gemenskapen och samhörigheten hos människorna i och från Tornedalen, för att söka jämka det att invånarna genom sina statsmedborgarskap antingen hör till svenskarna eller finnarna/finländarna. Föreningen vill därför, och för att komma ifrån det mer svårdefinierade tornedalingar, kalla människorna i (och de som härstammar från) Meänmaa för meänmaalaiset (Meänmaa-bor).
Föreningens språk är meänkieli, engelska och svenska.
Föreningen har ett språkråd, Meänmaan aatospaja (The Thinktank of Meänmaan). Föreningen utger tidskriften Meänmaa.
Föreningen är öppen alla bofasta (mantalsskrivna) i de tio gränskommuner men också de utflyttade (emigranterna) och deras ättlingar. Medlemsbeviset utgörs av ett pass till Meänmaa. 
Den 13 juli 2007 hölls den första öppna kongressen (årsmötet) Tinkerit (tinget) i Övertorneå och den 15 juli 2007 presenterade föreningen Tornedalens flagga, Tornedalsflaggan.